# A-Ліга (Австралія)
А-ліга (англ. A-League) — найвищий дивізіон чемпіонату Австралії з футболу. Заснований 2004 року на заміну Національній футбольній лізі. Перший чемпіонат стартував у 2005 році. До складу ліги входить 13 команд: 11 представляють Австралію та 2 Нову Зеландію («Веллінгтон Фенікс» і «Окленд»).

## Формат

### Регулярний чемпіонат
Регулярний сезон проходить з серпня по лютий. Команди грають у 3 кола. Переможець представляє Австралію в Лізі чемпіонів АФК.
Усі сезони
| Сезон   | Чемпіон                  | 2 місце                  | 3 місце               |
| ------- | ------------------------ | ------------------------ | --------------------- |
| 2005-06 | Аделаїда Юнайтед         | Сідней                   | Сентрал-Кост Марінерс |
| 2006-07 | Мельбурн Вікторі         | Аделаїда Юнайтед         | Ньюкасл Юнайтед Джетс |
| 2007-08 | Сентрал-Кост Марінерс    | Ньюкасл Юнайтед Джетс    | Сідней                |
| 2008-09 | Мельбурн Вікторі         | Аделаїда Юнайтед         | Квінсленд Роар        |
| 2009-10 | Сідней                   | Мельбурн Вікторі         | Голд Кост Юнайтед     |
| 2010-11 | Брисбен Роар             | Сентрал-Кост Марінерс    | Аделаїда Юнайтед      |
| 2011-12 | Сентрал-Кост Марінерс    | Брисбен Роар             | Перт Глорі            |
| 2012-13 | Вестерн Сідней Вондерерз | Сентрал-Кост Марінерс    | Мельбурн Вікторі      |
| 2013-14 | Брисбен Роар             | Вестерн Сідней Вондерерз | Сентрал-Кост Марінерс |
| 2014-15 | Мельбурн Вікторі         | Сідней                   | Аделаїда Юнайтед      |
| 2015-16 | Аделаїда Юнайтед         | Вестерн Сідней Вондерерз | Брисбен Роар          |
| 2016-17 | Сідней                   | Мельбурн Вікторі         | Брисбен Роар          |
| 2017-18 | Сідней                   | Ньюкасл Юнайтед Джетс    | Мельбурн Сіті         |
| 2018-19 | Перт Глорі               | Сідней                   | Мельбурн Вікторі      |
| 2019-20 | Сідней                   | Мельбурн Сіті            | Веллінгтон Фенікс     |
| 2020-21 | Мельбурн Сіті            | Сідней                   | Сентрал-Кост Марінерс |
| 2021-22 | Мельбурн Сіті            | Мельбурн Вікторі         | Вестерн Юнайтед       |
| 2022-23 | Мельбурн Сіті            | Сентрал-Кост Марінерс    | Аделаїда Юнайтед      |
| 2023-24 | Сентрал-Кост Марінерс    | Веллінгтон Фенікс        | Мельбурн Вікторі      |
| 2024-25 | Окленд                   | Мельбурн Сіті            | Вестерн Юнайтед       |

### Плей-оф
У плей-оф виходять 6 команд за підсумками регулярного чемпіонату: команди, що зайняли місця з 1 по 6.

#### Формат
* Чвертьфінали:
- - А: 3 проти 6 (один матч)
  - B: 4 проти 5 (один матч)

* Півфінали:
- - С: переможець А проти 2 команди за підсумками регулярного сезону (один матч)
  - D: переможець В проти 1 команди за підсумками регулярного сезону (один матч)

* Гранд-фінал:
- - переможець C проти переможця D

### Гранд-фінали
| Рік  | Дата       | Господар                 | Рахунок        | Гість                    | Гравець матчу (Медаль Джо Марстона)                        | Стадіон                               | Глядачів |
| ---- | ---------- | ------------------------ | -------------- | ------------------------ | ---------------------------------------------------------- | ------------------------------------- | -------- |
| 2006 | 5 березня  | Сідней                   | 1–0            | Сентрал-Кост Марінерс    | Двайт Йорк (Сідней)                                        | Сіднейський футбольний стадіон        | 41,689   |
| 2007 | 18 лютого  | Мельбурн Вікторі         | 6–0            | Аделаїда Юнайтед         | Арчі Томпсон (Мельбурн Вікторі)                            | Доклендс Стедіум                      | 55,436   |
| 2008 | 24 лютого  | Сентрал-Кост Марінерс    | 0–1            | Ньюкасл Юнайтед Джетс    | Ендрю Дуранте (Ньюкасл Джетс)                              | Сіднейський футбольний стадіон        | 36,354   |
| 2009 | 28 лютого  | Мельбурн Вікторі         | 1–0            | Аделаїда Юнайтед         | Том Понделяк (Мельбурн Вікторі)                            | Доклендс Стедіум                      | 53,273   |
| 2010 | 20 березня | Мельбурн Вікторі         | 1–1 (2–4 пен.) | Сідней                   | Саймон Колосімо (Сідней)                                   | Доклендс Стедіум                      | 44,650   |
| 2011 | 13 березня | Брисбен Роар             | 2–2 (4–2 пен.) | Сентрал-Кост Марінерс    | Метью Раян (Сентрал-Кост Марінерс)                         | Ланг Парк                             | 50,168   |
| 2012 | 22 квітня  | Брисбен Роар             | 2–1            | Перт Глорі               | Джейкоб Бернс (Перт Глорі)                                 | Ланг Парк                             | 50,334   |
| 2013 | 21 квітня  | Вестерн Сідней Вондерерз | 0–2            | Сентрал-Кост Марінерс    | Деніел Макбрін (Сентрал-Кост Марінерс)                     | Сіднейський футбольний стадіон        | 42,102   |
| 2014 | 4 травня   | Брисбен Роар             | 2–1 (д.ч.)     | Вестерн Сідней Вондерерз | Томас Бройх (Брисбен Роар) Якопо Ла Рокка (Вестерн Сідней) | Ланг Парк                             | 51,153   |
| 2015 | 17 травня  | Мельбурн Вікторі         | 3–0            | Сідней                   | Марк Мілліган (Мельбурн Вікторі)                           | Прямокутний стадіон                   | 29,843   |
| 2016 | 1 травня   | Аделаїда Юнайтед         | 3–1            | Вестерн Сідней Вондерерз | Ісаяс Санчес (Аделаїда Юнайтед)                            | Аделаїда Овал                         | 50,119   |
| 2017 | 7 травня   | Сідней                   | 1–1 (4–2 пен.) | Мельбурн Вікторі         | Даніел Георгієвскі (Мельбурн Вікторі)                      | Сіднейський футбольний стадіон        | 41,546   |
| 2018 | 5 травня   | Ньюкасл Юнайтед Джетс    | 0–1            | Мельбурн Вікторі         | Лоуренс Томас (Melbourne Victory)                          | Міжнародний спортивний центр Ньюкасла | 29,410   |
| 2019 | 19 травня  | Перт Глорі               | 0–0 (1–4 пен.) | Сідней                   | Милош Нинкович (Сідней)                                    | Перт Стедіум                          | 56,371   |
| 2020 | 30 серпня  | Сідней                   | 1–0 (дч)       | Мельбурн Сіті            | Раян Грант (Сідней)                                        | Вестерн Сідней Стедіум                | 7,051    |
| 2021 | 27 червня  | Мельбурн Сіті            | 3–1            | Сідней                   | Натаніель Аткінсон (Мельбурн Сіті)                         | Прямокутний стадіон                   | 14,017   |
| 2022 | 28 травня  | Мельбурн Сіті            | 0–2            | Вестерн Юнайтед          | Александар Прийович (Вестерн Юнайтед)                      | Прямокутний стадіон                   | 22,495   |
| 2023 | 3 червня   | Мельбурн Сіті            | 1–6            | Сентрал-Кост Марінерс    | Джейсон Каммінгс (Сентрал-Кост Марінерс)                   | Вестерн Сідней Стедіум                | 26,523   |
| 2024 | 25 травня  | Сентрал-Кост Марінерс    | 3–1 (дч)       | Мельбурн Вікторі         | Раян Едмондсон (Сентрал-Кост Марінерс)                     | Сентрал-Кост Стедіум                  | 21,379   |

## Чемпіони та переможці Гранд-фіналу
| Клуб                     | Перемоги | 2 місце | Роки                      |
| ------------------------ | -------- | ------- | ------------------------- |
| Сідней                   | 3        | 3       | 2009–10, 2016–17, 2017–18 |
| Мельбурн Вікторі         | 3        | 2       | 2006–07, 2008–09, 2014–15 |
| Аделаїда Юнайтед         | 2        | 2       | 2005–06, 2015–16          |
| Сентрал-Кост Марінерс    | 2        | 2       | 2007–08, 2011–12          |
| Брисбен Роар             | 2        | 1       | 2010–11, 2013–14          |
| Вестерн Сідней Вондерерз | 1        | 2       | 2012–13                   |
| Перт Глорі               | 1        | 0       | 2018–19                   |
| Ньюкасл Юнайтед Джетс    | 0        | 2       |                           |

| Клуб                     | Чемпіон | Фіналіст | Переможець Гранд-фіналу |
| ------------------------ | ------- | -------- | ----------------------- |
| Мельбурн Вікторі         | 4       | 2        | 2007, 2009, 2015, 2018  |
| Сідней                   | 4       | 1        | 2006, 2010, 2017, 2019  |
| Брисбен Роар             | 3       | 0        | 2011, 2012, 2014        |
| Сентрал-Кост Марінерс    | 1       | 3        | 2013                    |
| Аделаїда Юнайтед         | 1       | 2        | 2016                    |
| Ньюкасл Юнайтед Джетс    | 1       | 1        | 2008                    |
| Вестерн Сідней Вондерерз | 0       | 3        |                         |
| Перт Глорі               | 0       | 2        |                         |

## Принципові протистояння A-League
- «Сідней» — «Мельбурн Вікторі»: «The City Derby» (дербі міст). Протистояння клубів з двох найбільших австралійських міст: Сіднея та Мельбурна. Сідней і Мельбурн історично завжди протистояли один одному, і футбол тут не виняток.
- «Аделаїда Юнайтед» — «Мельбурн Вікторі»: ці команди грали між собою в фіналах сезонів 2006—2007 і 2008—2009, в яких «Мельбурн» перемагав: 6:0 і 1:0 відповідно. Протистояння команд бере коріння ще з суперництва спортивних команд з Вікторії та Південній Австралії, а посилено воно було конфліктом у сезоні 2006—2007, коли сталася сутичка між капітаном «Мельбурна» Кевіном Муськатов і тренером «Аделаїди» Джоном Косміній.
- «Ньюкасл Юнайтед Джетс» — «Сентрал Кост Марінерс» (The F3 Derdy). Це протистояння було названо так австралійськими коментаторами. Воно проходить між двома клубами з одного регіону. Це дербі було посилено, коли команди зустрілися між собою у фінальній серії 2008 року, а зрештою зустрілися у фіналі, де «Джетс» перемогли 1:0.